# St George Airport
St George Airport (Saint George Airport) är en flygplats i Australien. Den ligger i kommunen Balonne Shire och delstaten Queensland, omkring 440 kilometer väster om delstatshuvudstaden Brisbane.
Trakten runt St George Airport är nära nog obefolkad, med mindre än två invånare per kvadratkilometer..
Omgivningarna runt St George Airport är i huvudsak ett öppet busklandskap.  Genomsnittlig årsnederbörd är 461 millimeter. Den regnigaste månaden är februari, med i genomsnitt 88 mm nederbörd, och den torraste är oktober, med 9 mm nederbörd.